# Équipe de Tunisie de football en 1993
L'équipe de Tunisie de football est éliminée en 1993 des qualifications de la Coupe du monde 1994. Malgré les victoires contre le Bénin et l'Éthiopie, elle n'arrive pas à battre le Maroc et se trouve éliminée sans avoir pourtant perdu un match lors des éliminatoires.
Mrad Mahjoub est immédiatement relevé de ses fonctions et on fait de nouveau appel à Youssef Zouaoui. Celui-ci doit préparer la Coupe d'Afrique des nations 1994 que va accueillir la Tunisie.

## Matchs

### Rencontres internationales
| Date              | Stade                                | Adversaire | Score | Comp                | Buteurs tunisiens                                       |
| 10 janvier 1993   | Béja, Tunisie                        | Bulgarie   | 3-0   | A                   | L. Rouissi 6e, Ben Yahia 41e, Ben Belgacem 74e          |
| 17 janvier 1993   | Cotonou, Bénin                       | Bénin      | 5-0   | QCDM                | Z. Tlemçani 16e, F. Rouissi 19e 43e 61e, T. Hicheri 45e |
| 31 janvier 1993   | Stade olympique d'El Menzah, Tunisie | Éthiopie   | 3-0   | QCDM                | J. Limam 4e, Mahjoubi 73e, Hamrouni 90e                 |
| 28 février 1993   | Casablanca, Maroc                    | Maroc      | 0-0   | QCDM                |                                                         |
| 17 mars 1993      | Stade olympique d'El Menzah, Tunisie | Suisse     | 0-1   | A                   |                                                         |
| 22 septembre 1993 | Stade olympique d'El Menzah, Tunisie | Allemagne  | 1-1   | A                   | F. Rouissi 61e (pen.)                                   |
| 17 octobre 1993   | Stade olympique d'El Menzah, Tunisie | Islande    | 3-1   | A                   | Okbi 6e 57e, Ben Tahar 85e                              |
| 5 novembre 1993   | Stade olympique d'El Menzah, Tunisie | Gabon      | 4-0   | Coupe du 7-Novembre | Chihi 20e 44e, Maâloul 50e (pen.), Thabet 89e           |
| 7 novembre 1993   | Stade olympique d'El Menzah, Tunisie | Égypte     | 2-0   | Coupe du 7-Novembre | F. Rouissi 41e, 47e                                     |
| 11 décembre 1993  | Accra, Ghana                         | Ghana      | 1-1   | A                   | Souayah 48e (pen.)                                      |

### Matchs de préparation
| Date             | Stade                     | Adversaire                     | Score | Comp | Buteurs tunisiens |
| 11 février 1993  | Kaiserslautern, Allemagne | FC Kaiserslautern ( Allemagne) | 1-0   | A    | Maher Denden 79e  |
| 6 octobre 1993   | Anvers, Belgique          | Antwerp FC ( Belgique)         | 1-0   | A    | A. Sellimi 70e    |
| 19 novembre 1993 | Monaco, Monaco            | AS Monaco ( Monaco)            | 0-1   | A    |                   |

## Sources
- Mohamed Kilani, « Équipe de Tunisie : les rencontres internationales », Guide-Foot 2010-2011, éd. Imprimerie des Champs-Élysées, Tunis, 2010
- Béchir et Abdessattar Latrech, 40 ans de foot en Tunisie, vol. 1, chapitres VII-IX, éd. Société graphique d'édition et de presse, Tunis, 1995, p. 99-176